# CIMACT
| Einführung       | 2005 |
| CIMACT Nutzer    | Deutschland, Frankreich, Georgien, Niederlande, Norwegen, Polen, Portugal, Russland, Türkei und die NATO CAI |
| CIMACT Test      | Serbien und Slowenien                                                                                        |
| CIMACT Forderung | Bulgarien, Rumänien und Großbritannien                                                                       |
| Interesse        | Alaska (US) und Brasilien                                                                                    |

CIMACT (Civil-Military Air Traffic Management Co-ordination Tool) ist eine Software, die für Behörden und Organisationen mit Sicherheitsauftrag zur Koordinierung und Kontrolle des Luftverkehrs verfügbar ist.
Die Forderung, das militärische Flugaufkommen im zivil kontrollierten Luftverkehrsumfeld europaweit zu koordinieren, ist eine ständige Herausforderung an eine sichere und effiziente Nutzung der nur begrenzt verfügbaren Ressource Luftraum. Engste zivil / militärische Kooperation und direkte Koordination sind zwingend erforderlich, um den Einsatzauftrag bei effizienter Nutzung des Luftraums und bei gleichzeitig größtmöglicher Schonung der Umwelt zu erfüllen. Zur Unterstützung dieser Zielstellung wurde CIMACT in Deutschland beschafft. Darüber hinaus wird CIMACT durch Belgien, Bosnien und Herzegowina, Frankreich, Norwegen, Portugal, die Russische Föderation, die Niederlande, Slowenien, Türkei und die NATO genutzt. Durch den Einsatz von CIMACT bieten sich weiter Chancen und Möglichkeiten zur flexiblen Nutzung des Luftraums (Flexible Use of Airspace – FUA, Level 3) in Übereinstimmung mit Artikel 6.2 der Europäischen Kommission (EC) Nr. 2150/2005.

## Entwicklung
CIMACT wurde im Auftrag des Bundesministeriums der Verteidigung durch EUROCONTROL unter den Bezeichnungen ADMAR 2000, ADKAR und GAME seit den 1980er Jahren zur Unterstützung von Luftraumüberwachung, Air Policing, QRA etc. entwickelt. Heute wird CIMACT durch EUROCONTROL europaweit als Software-Tool betreut. Der Modellwechsel der Deutschen Luftwaffe von ADMAR 2000 zu CIMACT wurde 2005 vollzogen. Softwarepflege und Softwareänderung erfolgen im Auftrag aller Nutzerstaaten, wobei die Urheberrechte bei EUROCONTROL liegen. Die deutschen Rechte an dieser Software sind gemäß Vertrag BMVg / EUROCONTROL (A/13/D/HG/82, Artikel 8) vom 18. April 1983 gesondert geregelt. Die CIMACT-Software ist auf handelsüblicher Hardware, die festgelegten technischen Mindestanforderungen genügt, lauffähig und steht den Mitgliedsstaaten von EUROCONTROL und ECAC kostenfrei zur Verfügung. Die Beschaffung der Hardware erfolgt in der Regel in nationaler Zuständigkeit. Auf der Grundlage bilateraler Vereinbarungen oder auf Antrag des betreffenden CIMACT-Nutzers kann EUROCONTROL Unterstützung leisten. Aus Verfügbarkeitsgründen und zur Verbesserung der Überlebensfähigkeit sind wichtige Systemkomponenten redundant ausgelegt.
Anmerkung:
- ADKAR – Abgesetzte Darstellung von KARLDAP-Radardaten
- KARLDAP – Karlsruhe Automatic Data Processing System
- GAME – GEADGE / ADKAR Message Exchange
- GEADGE – German Air Defence Ground Environment

## Nutzung in Deutschland
In Deutschland wird das System neben der stationären und verlegfähigen Nutzung im EinsFüDst Lw im LWA, NLFZ SiLuRa, AFSBw, PPC und im Bereich der örtlichen Flugsicherung der Jagdgeschwader eingesetzt.
Mit CIMACT verfügt der EinsFüDstLw über eine von Gefechtsführungssystemen unabhängige zweite Luftlage, die im Rahmen der Flugsicherheit als Backup-System bei der Kontrolle von Luftfahrzeugen nutzbar ist.
Weitere Nutzer sind u. a. das Verteidigungs- und das Innenressort im Rahmen der Terrorbekämpfung, die SAR-Leitstelle Münster zur Situation Awareness bzw. zur Bestimmung des Initial Point Search And Rescue und die GFD-Leitstelle Hohn für Simulation / Zieldarstellung. In Deutschland ist CIMACT generell für BOS verfügbar.

### CIMACT-Nutzung im CRC
CIMACT ist geeignet, Tactical-Air-Command- and -Control- (TACC-) Missionen im NATO Control and Reporting Centre (CRC) mit einer co-primary Recognized Air Picture (AP) an folgenden Arbeitsplätzen (Working Positions – WP) zu unterstützen:

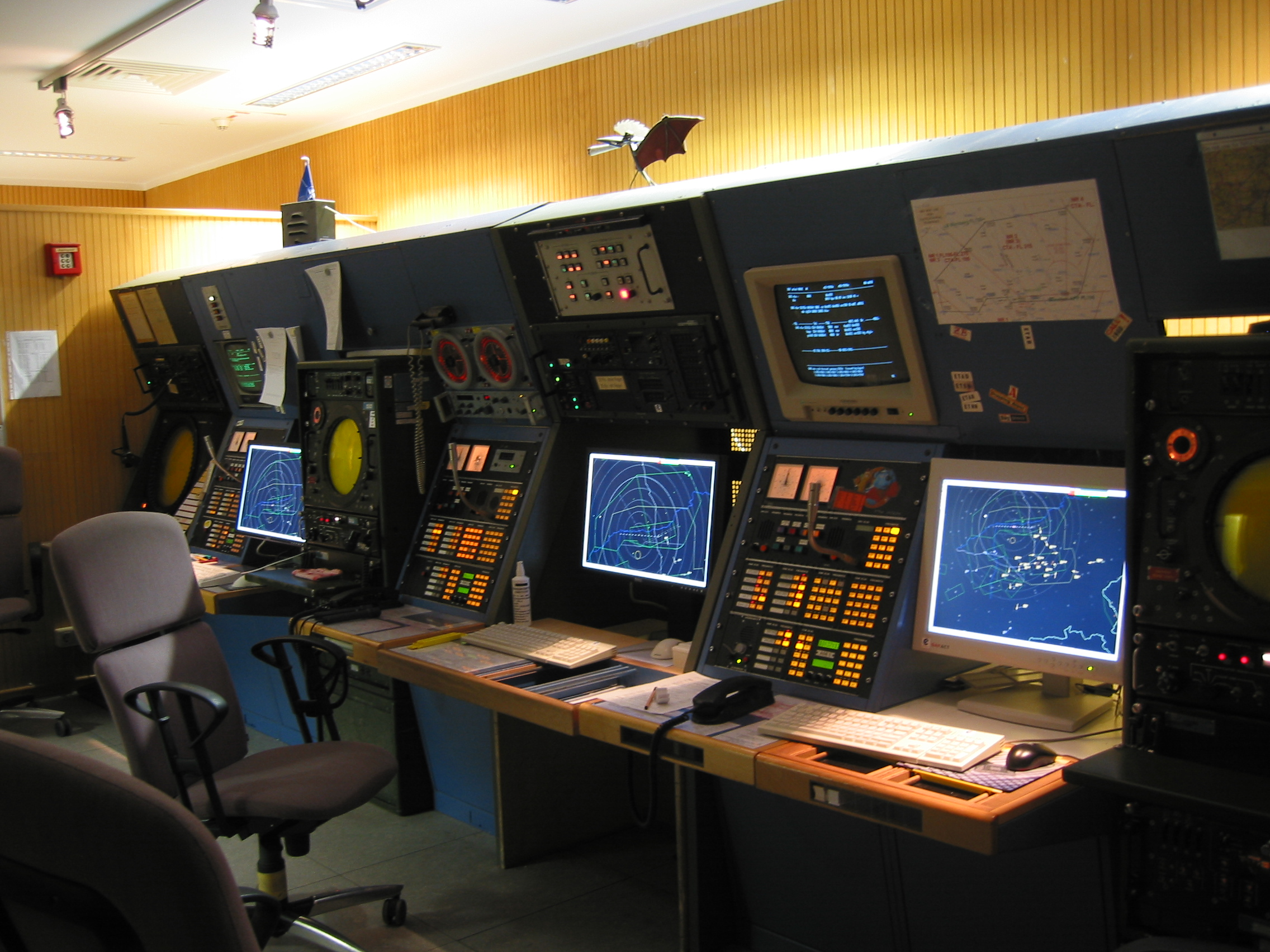
CIMACT-Unterstützung im NATO-assignierten Luftwaffenverband, ATC-Bereich Radar Approach (APP)

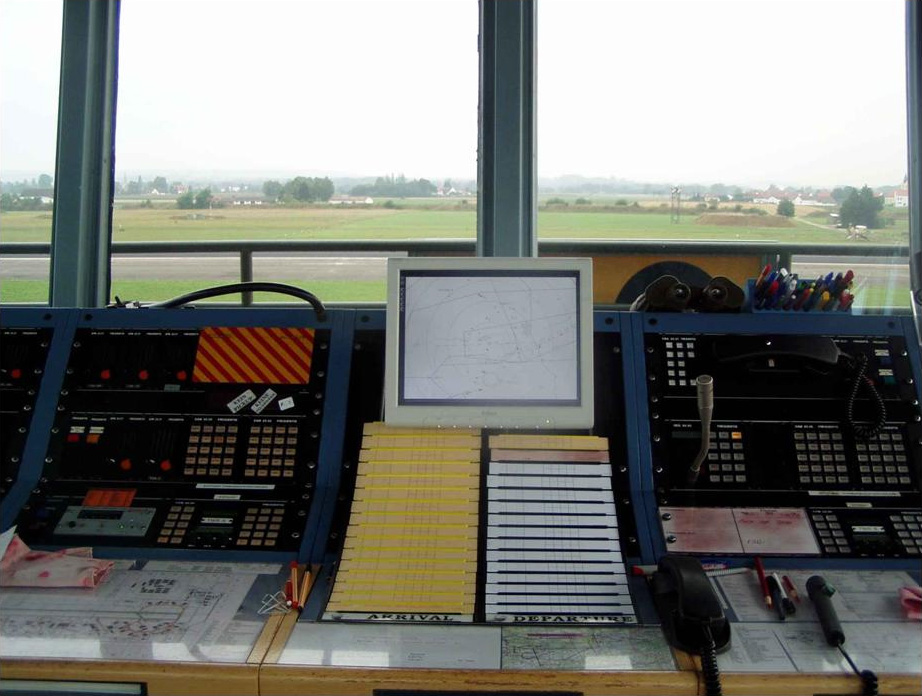
CIMACT-Unterstützung im NATO-assignierten Luftwaffenverband, ATC-Bereich Tower (TWR)

| WP 1              | WP 2 – 5          | WP 6                     | WP 7                               | WP 8                   | WP 9                | WP 10               | WP 11                | WP 12                            |
| MC                | FA                | TPO                      | TPOA                               | IDO                    | IC                  | EC                  | TK                   | SO                               |
| ----------------- | ----------------- | ------------------------ | ---------------------------------- | ---------------------- | ------------------- | ------------------- | -------------------- | -------------------------------- |
| Master Controller | Fighter Allocator | Track Production Officer | Track Production Officer Assistant | Identification Officer | Intercep Controller | Exercise Controller | Tracker E3A Operator | Senior Ops Officer Briefing Raum |

### CIMACT-Nutzung im Jagdgeschwader
Im Bereich Jagdgeschwader / Jagdstaffel kann CIMACT wie folgt genutzt werden:
| WP 1               | WP 2 – 3            | WP 4                                                             |
| ------------------ | ------------------- | ---------------------------------------------------------------- |
| TWR Approach (APP) | GCA Radar APP SATCO | Wing-/ Squadron OPS Briefing Raum Remote Access Capability (RAC) |

SATCO – Senior Air Traffic Contro Officer

TWR – Air Traffic Control Tower

## Funktionalitäten
CIMACT kann alle im Zuständigkeitsbereich von EUROCONTROL verfügbaren RADAR-Trackdaten, Positionsdaten und Flugpläne verschiedener Datenquellen aufnehmen, IT-basiert verarbeiten, zu einem Luftlagebild zusammenfügen und mit allen üblichen Funktionalitäten der Flugverkehrskontrolle darstellen. Zusätzlich können die Flugpläne der Luftfahrzeuge den Gefechtsführungssystemen zur Verfügung gestellt und mit den Tracks des militärischen Luftlagebildes verknüpft werden.
Die Einspeisung von Sensordaten der Luftverteidigung und von Daten militärischer Flugsicherungssensoren ist möglich. Proprietäre Sensordatenformate bedürfen vorab der Umwandlung in das europaweit übliche ASTERIX-Datenformat (CAT***). Diesbezüglich verfügt die Luftwaffe über ein durch das Bundesamt für Sicherheit in der Informationstechnik (BSI) zertifiziertes Advanced Security Gate Way (ASGW) mit Radar-Data-Converter- (RACO-) Funktion.

### Flugsicherheitsrelevante Informationen
| Requested Flight Level (requested FL) | Cleared FL | Climb Indicator (CI IND) / Descent Indicator (DES IND) | Voice Call Sign (Rufzeichen) |

### Flugverlaufsinformationen
| Überflugpunkt | Beacon Name | Flughöhe | Graphische Darstellung der Flugroute |

### Weitere Funktionalitäten
Im Rahmen der europaweiten Einführung der Sekundärradar-Abfrage European Mode S (24 bit 16.777.216 Codes) im Bereich der zivilen Flugsicherung wurde CIMACT zur Verarbeitung der zusätzlichen Daten entsprechend angepasst. Ein weiteres Leistungsmerkmal „CIMACT Remote Access Capability“ (Videokonferenz-Fähigkeit via ISDN) ermöglicht den Nutzern, die Vor- und Nachbereitung von Übungseinsätzen der Luftwaffe „face-to-face / pilot-to-operator“ unter Nutzung des CIMACT-Bildes durchzuführen. Zur Unterstützung des NATO Projekts Co-operative Air space Initiative (CAI) / Renegade Aircraft Investigation mit der Russischen Föderation wurde CIMACT entsprechend erweitert.
Seit 2010 verfügt CIMACT über eine systeminternes automatisiertes Interface zum „EUROCONTROL Local And sub-Regional Air space management support system – LARA“. Mit diesem System eröffnet sich weitere Möglichkeiten zur effizienteren Nutzung des Luftraums.

### ASTERIX-CATs CIMACT
CIMACT kann die nachstehenden ASTERIX- (ATC-Standard-) Kategorien (CAT) verarbeiten:
- 000 – Time Synchronisation Messages (reserviert für MADAP)
- 001 – Monoradar Data Target Reports, from a Radar Surveillance System to an SDRS (ersetzt durch CAT048)
- 002 – Mono Radar Service Message (ersetzt durch CAT034)
- 003 – Distribution of Synthetic Air Traffic Data (reserviert für MADAP)
- 004 – Safety Nets Messages (Safety Nets Server)
- 008 – Mono-Radar Derived Weather Information (Monoradar)
- 009 – Multi-Sensor Derived Weather Information (reserviert für MADAP)
- 021 – Automatic Dependent Surveillance-B Messages (ADS-B Ground Station)
- 030 – Exchange of Air Situation Pictures (reserviert für ARTAS)
- 034 – Next version of CAT002 (PSR Radar, SSR Radar, M-SSR Radar and MODE-S Stations)
- 048 – Next version of CAT001 (PSR Radar, SSR Radar, M-SSR Radar and MODE-S Stations)
- 062 – v 0.19 & v 1.3 System Track Data – Surveillance Data processing System (SDPS)
- 065 – SDPC Service Status Messages (Surveillance Data processing System (SDPS))
- 142 – Track Highlight Messages (genutzt durch NATO/CAI)
- 149 – Exported Track Messages (genutzt durch PCC Bann)
- 150 – Flight Data Message (genutzt durch MADAP)
- 152 – Time Stamp Messages (genutzt durch MADAP)
- 252 – Session and Service control messages (genutzt durch ARTAS)

Anmerkung:
– CAT063 – SDPS structure messages (werden nicht durch CIMACT unterstützt)
– ASTERIX – All Purpose Structured Eurocontrol Surveillance Information Exchange

## Datentransfer
Der Datentransfer zu den stationären CIMACT-Anwendungen erfolgt unmittelbar über EUROCONTROL MAASTRICHT UACC oder Direktdatenanbindung zum nächsten Standort der DFS. Im mobilen Einsatz hingegen wird die CIMACT-Datenanbindung vorzugsweise über 256-kbit/s-Zeitschaltungen, UMTS oder DSL realisiert.
Zur Darstellung eines regional begrenzten CIMACT Luftlagebildes, beispielsweise bis 30 NM zur Unterstützung der örtlichen Flugsicherung, kann eine Datenfilterung erfolgen, wobei hier geringere Datentransferbandbreiten ausreichen.
Aus Verfügbarkeitsgründen und zur Verbesserung der Überlebensfähigkeit erfolgt der Datentransfer von Sensordaten und Flugplandaten zum EinsFüDstLw getrennt über separate Datenanbindungen.

## IT-Sicherheit
CIMACT-Daten sind aus Sicherheitsgründen nur für Behörden und Organisationen mit Sicherheitsauftrag verfügbar. Die Vertraulichkeit dieser Daten ist Verschlusssache. Sofern CIMACT-Anlagen höher als VS-NfD eingestuft werden, Teil höher eingestufter IT-Architekturen sind, in Verbindung mit solchen Architekturen stehen oder Schnittstellen zu höher eingestuften IT-Architekturen haben, wird das Sicherheitsgefälle high-to-low / rot-nach-schwarz entsprechend abgesichert. Wird CIMACT in IT-Sicherheitsbereichen ab ZONE II genutzt, finden die standort-, lage- und einsatzbezogenen Nutzungsbedingungen Berücksichtigung. In der Regel werden fallbezogen Security Operating Procedures und IT-Sicherheitskonzepte mit Unterstützung der freien Wirtschaft erstellt.

## Weiterentwicklung
Das Projekt wird ständig gemäß den Forderungen der CIMACT-Nutzer fortgeschrieben und weiter entwickelt. Das zuständige Entscheidungsgremium ist die EUROCONTROL Multinational User Group CIMACT (MNUG). Die erforderlichen Entscheidungen werden einvernehmlich getroffen. Die jeweils zuständigen nationalen Hoheitsträger und die NATO sind stimmberechtigt.
MNUG Meetings finden regelmäßig im EUROCONTROL Headquarters in Brüssel statt, oder werden auf Vorschlag eines CIMACT Nutzers im Betreffenden Nutzerland durchgeführt. So wurden beispielsweise das siebente Meeting 2006 im CRC DRACHEBRONN (Frankreich) und das neunte Meeting 2007 im CRC MESSSTETTEN (Deutschland) durchgeführt.
Die Termine der MNUG Meetings werden zeitnah über das CIMACT-Nutzerportal / EUROCONTROL OneSky Team (siehe Weblinks) eingestellt. Über dieses Portal sind allgemein zugängliche CIMACT-Publikationen verfügbar.
Die Nutzer der Luftwaffe können über die Nationale User Group CIMACT (NUG) Änderungsvorschläge einbringen.

### Zuständigkeiten in Deutschland
Luftwaffe:
- Operationelle Bedarfsforderungen, Operator Training

Kommando Luftwaffe (KdoLw)
- In-Service Support Management, Konfigurationkontrolle

Kommando Unterstützungsverbände Luftwaffe (KdoUstgVbdeLw)
BMVg und BMI nehmen ihre Interessen autark über IT-AmtBw wahr.
EUROCONTROL:
- CIMACT Project Management

Headquarters EUROCONTROL Brussels
- Softwarepflege, Softwareänderung, Helpdesk

CIMACT Development Team
EUROCONTROL Maastricht UAC

## Zusammenfassung
Durch den Einsatz von CIMACT bieten sich weiter Chancen und Möglichkeiten zur flexiblen Nutzung des Luftraums (FUA) in Übereinstimmung mit Artikel 6.2 der Europäischen Kommission (EC) Nr. 2150/2005.